# Camero Viejo
El Camero Viejo es una subcomarca, que junto con el Camero Nuevo forman la comarca de Cameros, situada en La Rioja (España). Se ubica en la región de La Rioja Media, en la zona de Sierra. 

## Geografía
La subcomarca del Camero Viejo la componen los municipios enclavados en el valle del río Leza y sus afluentes, situados entre las dos sierras dorsales correspondientes a las divisorias con los valles del Iregua al oeste, y del Jubera-Cidacos al este, que recorren los límites del valle en dirección norte-sur hasta unirse en la cabecera en la sierra del Hayedo de Santiago.
El relieve interno del valle se caracteriza por tener formas poco abruptas, presentando una gran suavidad en las mismas, con unas cimas que dan una sensación de homogeneidad mientras que el fondo del valle presenta unas laderas con mayores pendientes. Es sólo en el contacto con la depresión del Ebro, a lo largo del Cañón del Leza donde aparecen cortados rocosos y terrenos abruptos, con paredes casi verticales e inaccesibles.
El valle se eleva progresivamente desde los 700 hasta los 1700 metros de altitud. Una diferencia de altitud tan amplia influye en el clima de un modo determinante y las variaciones de temperatura y precipitación son notables, pues se acusa el efecto orográfico, la nubosidad de estancamiento y la inestabilidad convectiva propiciada por el relieve en las zonas más altas.

## Localidades
En la siguiente tabla se enumeran los municipios que componen la comarca, así como las aldeas o despoblados que componen cada uno de ellos, su población a fecha de 2019 y su superficie.
| Municipio            | Población | Superficie | Pedanías y despoblados                                                                             |
| -------------------- | --------- | ---------- | -------------------------------------------------------------------------------------------------- |
| Ajamil de Cameros    | 66        | 66,15      | Larriba y Torremuña                                                                                |
| Cabezón de Cameros   | 18        | 12,01      | |
| Hornillos de Cameros | 17        | 11,90      | |
| Jalón de Cameros     | 21        | 8,43       | |
| Laguna de Cameros    | 104       | 41,60      | |
| Leza de Río Leza     | 42        | 11,12      | |
| Muro en Cameros      | 36        | 15,99      | |
| Rabanera             | 32        | 13,85      | |
| San Román de Cameros | 128       | 47,50      | Avellaneda, Montalvo en Cameros, Santa María en Cameros, Vadillos, Valdeosera y Velilla de Cameros |
| Soto en Cameros      | 89        | 49,05      | Luezas, Treguajantes y Trevijano                                                                   |
| Terroba              | 34        | 8,84       | |
| Torre en Cameros     | 10        | 11,64      | |

## Demografía

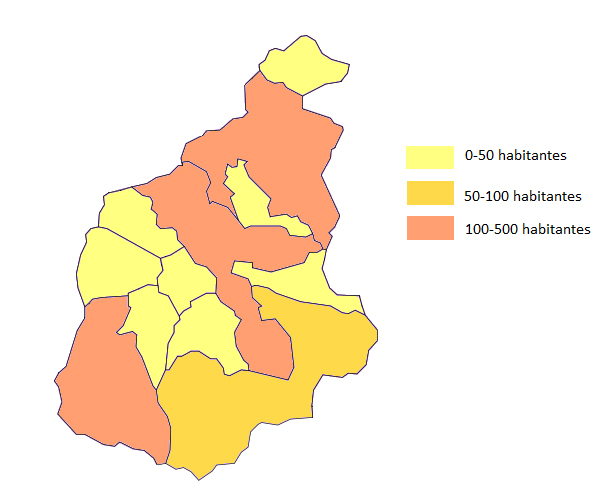
Distribución demográfica por municipios en la Comarca del Camero Viejo

| Clasificación de las localidades por su población (2019) |           |
| Localidad                                                | Población |
| -------------------------------------------------------- | --------- |
| San Román de Cameros                                     | 105       |
| Laguna de Cameros                                        | 104       |
| Soto en Cameros                                          | 72        |
| Ajamil de Cameros                                        | 47        |
| Leza de Río Leza                                         | 42        |
| Muro en Cameros                                          | 36        |
| Terroba                                                  | 34        |
| Rabanera                                                 | 32        |
| Jalón de Cameros                                         | 21        |
| Vadillos                                                 | 18        |
| Cabezón de Cameros                                       | 18        |
| Trevijano                                                | 17        |
| Hornillos de Cameros                                     | 17        |
| Torremuña                                                | 12        |
| Torre en Cameros                                         | 10        |
| Larriba                                                  | 7         |
| Velilla de Cameros                                       | 5         |
| Avellaneda                                               | 0         |
| Luezas                                                   | 0         |
| Montalvo en Cameros                                      | 0         |
| Santa María en Cameros                                   | 0         |
| Treguajantes                                             | 1         |
| Valdeosera                                               | 0         |

| Gráfica de evolución demográfica de Camero Viejo entre 1900 y 2011                                                                                        |
| |
| Población de derecho (1900-1991) o población residente (2001) según los censos de población del INE. Población según el padrón municipal de 2011 del INE. |

## Orografía y paisaje

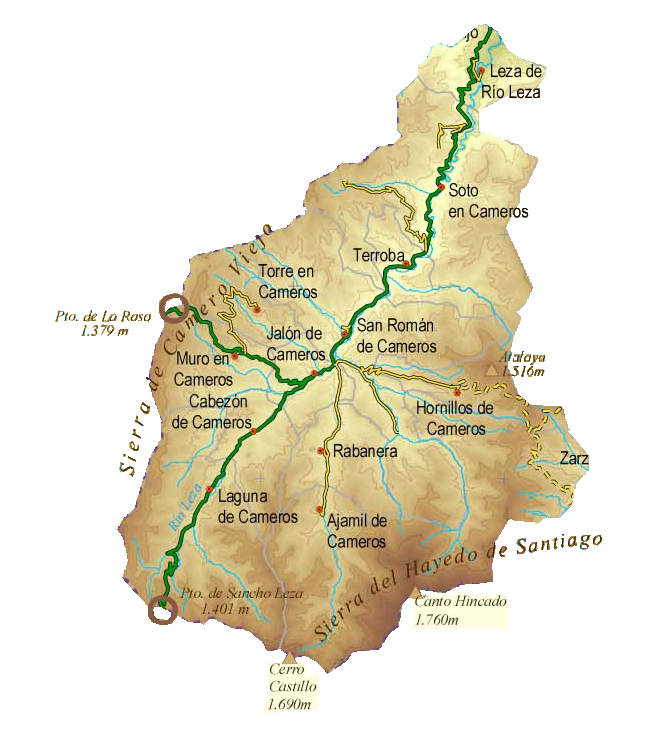
Mapa de la Orografía del Camero Viejo

La acción del hombre ha sido determinante en la configuración actual de los diversos paisajes que nos podemos encontrar en este sector de la Sierra Riojana. El factor antrópico ha influido sobre todo por las progresivas roturaciones en busca de pastos y las distintas modificaciones del terreno para adaptarlas a las necesidades humanas, que dejaron secuelas catastróficas sobre el suelo tras la construcción y posterior abandono de los bancales tan presentes en este territorio.  
Esto sucede al despojar a estas tierras de su cubierta vegetal primitiva, de sus grandes bosques de frondosas salvándose únicamente de la tala sistemática pequeñas manchas boscosas, generalmente las menos aptas para zonas de cultivo. 
Los momentos de máxima presión sobre el medio natural se produjeron en dos momentos; el primero de ellos durante el auge de la ganadería trashumante en pleno esplendor de la Mesta, y el segundo, a consecuencia de la crisis de la ganadería, que produjo una excesiva presión agrícola en unos terrenos poco aptos para ello. Durante los siglos XIX e inicios del XX, la escasez de otros recursos, obligó a una sobreexplotación del terreno. La economía camerana, solo unos años atrás tan próspera, se convirtió en una economía de subsistencia, lo que fue provocando la fuerte emigración de mediados del siglo XX. Dejando entonces esos bancales en situación de abandono y favoreciendo una mayor erosión del terreno. En ese momento comienzan a surgir las grandes repoblaciones forestales que han colonizado el paisaje.
Se deben visitar el Cañón del Río Leza y la buitrera cerca de Soto, el Solar de Tejada cerca de Laguna y las ruinas del Monasterio de San Prudencio de Monte Laturce cerca de Ribafrecha. 
También trepar a las cumbres de los montes Collado de Sancho Leza, San Juan de Agriones, Atalaya, Cerro Castillo, Nido Cuervo, Horquín y hayedo de Monterreal.
Hay muchos senderos interesantes que unen las distintas localidades o te pueden llevar a un enclave de interés. En la zona hay muchos pueblos deshabitados o semiabandonados, cuya visita siempre encierra sorpresas: Sta. María, Montalvo, Treguajantes, Torremuña o La Monjía, entre otros.

## Educación
El Camero Viejo es probablemente la comarca riojana más afectada por la despoblación, por ello al igual que en otras comarcas riojanas esto no permite que todos los municipios tengan un colegio propio, en el caso del Camero Viejo se integran en el C.R.A. de las 4 Villas. El C.R.A. agrupa las escuelas de San Román de Cameros, Agoncillo, Arrubal y Ribafrecha. Estas escuelas tienen aulas tanto de Ed. Infantil como Ed. Primaria. Por tanto la única escuela que queda en la comarca es la de San Román.,
- Escuela de San Román de Cameros: Fundada en 1787, por don Simón y don Diego de Ágreda, modélica en su tiempo y una de las primeras de España totalmente gratuitas, a ellas acudían unos 100 niños de San Román y pueblos vecinos. Fueron las primeras abiertas de este tipo, las más antiguas de toda La Rioja y la única que permanece abierta en la actualidad de todo el Camero Viejo. Agrupa a los alumnos de las 12 localidades que pertenecen al Camero Viejo.[6]